# القاتل (فلم 2023)
القاتل (بالإنجليزية: The Killer) هو فيلم أكشن إثارة نيو-نوار أمريكي قادم من إخراج ديفيد فينشر وكتابة أندرو كيفن ووكر ومن بطولة مايكل فاسبندر وتيلدا سوينتون. من المقرر عرضه على منصة نتفليكس.